# Ben Keith
Ben Keith est un guitariste américain, né à Fort Riley au Kansas le 6 mars 1937 et mort le 27 juillet 2010 en Californie. Il est surtout connu pour avoir joué avec le chanteur et guitariste canadien Neil Young, il jouait surtout de la guitare pedal steel.

## Biographie
Musicien de studio à Nashville durant les années 1950 et 1960, il a participé à de nombreuses formations majeures de la scène rock depuis les années 1970, en particulier avec Neil Young, d'abord comme membre du groupe The Stray Gators sur l'album Harvest. Leur amitié dura quarante ans au fil d'une vingtaine d'albums et de nombreuses tournées.
Il a en outre collaboré avec Terry Reid, Todd Rundgren, Lonnie Mack, The Band, Bob Dylan pour le single George Jackson,  David Crosby, Graham Nash, Paul Butterfield, J.J. Cale, Linda Ronstadt, Warren Zevon, Emmylou Harris, Willie Nelson, Waylon Jennings, Anne Murray, et Ringo Starr sur l'album country Beaucoups of Blues.
Il a joué le rôle de "Grandpa Green" dans le film de Neil Young Greendale.
Il est mort brutalement à 73 ans d'une embolie pulmonaire, alors qu'il résidait dans une dépendance du ranch de Neil Young à La Honda, en Californie,.

## Discographie

### Carrière solo
- To A Wild Rose (En Point, 1984)

### Ben Keith & Friends
- 1997 : Seven Gates: A Christmas Album By Ben Keith And Friends
- 2007 : Christmas At The Ranch

### Participations

#### Avec Neil Young
- 1972 : Harvest
- 1972 : Journey Through the Past
- 1973 : Time Fades Away
- 1974 : On the Beach
- 1975 : Tonight's the Night
- 1977 : American Stars 'n Bars
- 1978 : Comes a Time
- 1980 : Hawks & Doves
- 1985 : Old Ways
- 1988 : This Note's for You
- 1989 : Freedom
- 1992 : Harvest Moon
- 1993 : Unplugged
- 2000 : Silver & Gold
- 2000 : Road Rock Vol. 1
- 2005 : Prairie Wind
- 2007 : Chrome Dreams II
- 2009 : Fork in the Road
- 2011 : A Treasure
- 2015 : Bluenote Café

#### Collaborations
- 1970 : Beaucoups of Blues de Ringo Starr
- 1972 : Something/Anything? de Todd Rundgren
- 1973 : Wild Tales de Graham Nash
- 1973 : Gram Parsons - Liberty Hall, Houston, TX 1973-02-24
- 1973 : The Second Album de Borderline
- 1973 : Sweet Dreams And Quiet Desires de Borderline
- 1995 : Feels Like Home de Linda Ronstadt
- 1999 : Trio II de Linda Ronstadt, Emmylou Harris & Dolly Parton
- 2014 : Lonely in a Crowded Room de Pegi Young & The Survivors
- 2017 : Raw de Pegi Young & The Survivors